# ذكاء حوسبي
الذكاء الحوسبي تعبير يشير عادةً إلى قدرة الحاسوب على تعلم مهمة محددة من البيانات أو الملاحظة التجريبية. مع أنه يعتبر مرادفًا للحوسبة اللينة إلا أنه لا يوجد حتى الآن تعريف مقبول قبولًا عامًا للذكاء الحوسبي.